# Erich Glette
Erich Glette (* 4. August 1896 in Wiesbaden; † 26. Januar 1980 in Prien am Chiemsee) war ein deutscher Maler.

## Leben
Erich Glette wurde am 4. August 1896 in Wiesbaden geboren und wuchs in Nürnberg auf. Sein Vater war ein Fabrikbesitzer, der aus Brasilien stammte. Nach Erlangen des Abiturs 1914 reiste Glette nach Rio de Janeiro, der erste mehrerer Aufenthalte in Brasilien. Kurzzeitig studierte er an der Technischen Universität München, beschloss 1916 aber, stattdessen Maler zu werden.
Glette kam zunächst als Autodidakt zur Malerei. Nach dem Tod seines Vaters 1917 wurde er ein Schüler des befreundeten Berner Künstlers Martin Lauterburg. Im Jahr 1922 fand die erste Ausstellungsbeteiligung Glettes bei der Neuen Secession in München, deren Mitglied er drei Jahre danach wurde, statt. 1925 zeigte er auf einer Kollektivausstellung bei Hans Goltz in München einige Aquarelle aus Brasilien. In den Jahren 1927 bis 1929 durfte sich Glette über erste Ankäufe durch die Bayerische Staatsgemäldesammlung und die Städtische Galerie München freuen. Er erhielt Aufträge wie die Ausmalung der Kirche St. Jakob in Döllnitz (1928). Glette lebte von 1925 bis 1934 in München und anschließend zwei Jahre in Brasilien, bis er wieder nach München zurückkehrte.
1936 nach einer Ausstellung im Münchner Maximilianeum wurde Glette Ausstellungsverbot erteilt. 1937 wurde in der Aktion „Entartete Kunst“ aus der Bayerischen Staatsgemäldesammlung sein Tafelbild Vorstadtlandschaft (Öl, 80 × 110 cm) beschlagnahmt. Es ging zur „Verwertung“ auf dem Kunstmarkt an den Kunsthändler Bernhard A. Böhmer, wurde nach 1945 sichergestellt und befindet sich heute im Kulturhistorischen Museum Rostock.
Glette war zu dieser Zeit finanziell auf die Hilfe eines brasilianischen Vetters angewiesen, da er selten Käufer für seine Werke fand. 1943 wurde seine Münchner Wohnung ausgebombt, woraufhin er Unterkunft bei Freunden in Schwabing fand. Von 1951 bis 1964 erhielt er eine Professur an der Münchner Akademie der bildenden Künste. 1952 zog er nach Steinebach am Wörthsee, 1961 erwarb er ein Bauernhaus in Marquartstein. 1965 hatte er zusammen mit Curth Georg Becker eine Ausstellung in der Kunsthalle Darmstadt. In seinen Werken ist die Ausformung einer oft skizzenhaft »geschriebenen« Pinselsprache in Landschaften, Stillleben und Porträts zu finden. Erich Glette war jährlich an der »Großen Münchner Kunstausstellung« beteiligt. 1959 wurde er Mitglied der Bayerischen Akademie der Schönen Künste.
Am 26. Januar 1980 verstarb Glette im Alter von 83 Jahren in Prien am Chiemsee.

## Werke (Auswahl)
- Café am See, 51 × 73 cm, Pappe, Bayerische Staatsgemäldesammlungen (1953 Ankauf Große Kunstausstellung München)[2]
- Hecht, 35,5 × 55 cm, Öl auf Pappe, Bayerische Staatsgemäldesammlungen – Sammlung Moderne Kunst in der Pinakothek der Moderne München (1927 Ankauf aus dem Glaspalast, München)
- Hühner, 41,2 × 50,3 cm, Öl auf Leinwand, Bayerische Staatsgemäldesammlungen – Sammlung Moderne Kunst in der Pinakothek der Moderne München (1956 Ankauf aus der Weihnachtsausstellung des Kunstvereins)
- Kinderbildnis, 1935, 70,5 × 40,5 cm, Öl auf Leinwand, Bayerische Staatsgemäldesammlungen – Sammlung Moderne Kunst in der Pinakothek der Moderne München (1947 Erwerb vom Künstler)
- Stilleben bei Nacht, 1946, 61,5 × 76 cm, Leinwand, Bayerische Staatsgemäldesammlungen – Sammlung Moderne Kunst in der Pinakothek der Moderne München (1950 Ankauf Große Münchner Kunstausstellung, Neue Gruppe)
- Straße bei Nacht, 70 × 107,5 cm, Öl auf Leinwand, Bayerische Staatsgemäldesammlungen (1930 Erwerb Kunstausstellung im Glaspalast)
- Schönes Stillleben, 1959, 75 × 54 cm, Öl

## Ehrungen
- Bundesverdienstkreuz am Bande (19. Dezember 1973)[3]
- Münchner Seerosenpreis (1976)